# Yolanda López
Yolanda M. López (San Diego, California, 1 de noviembre de 1942-San Francisco, 3 de septiembre de 2021) fue una artista estadounidense de origen chicano, pintora, grabadora, educadora y productora de cine. Es conocida por sus obras centradas en la experiencia de las mujeres norteamericanas de origen mexicano, en las que, frecuentemente, desafió los estereotipos étnicos asociados con ellas.

## Biografía
Yolanda López fue una chicana de tercera generación. Se crio junto a sus dos hermanos menores en San Diego, con su madre y sus abuelos maternos.
Tras graduarse en la escuela secundaria en Logan Heights, López se mudó a San Francisco y se involucró en el movimiento estudiantil que cerró la Universidad Estatal de San Francisco en la huelga de 1968 llamada "Huelga del Tercer Mundo". También empezó a estar activa en el mundo del arte. Durante este período, se concienció de su posición dentro de la comunidad, como declaró entonces: «No fui consciente de nuestra propia historia hasta 1968, cuando hubo un llamamiento a la huelga en la universidad Estatal de San Francisco, una huelga por los estudios étnicos. Escuché a los hombres y mujeres que lideraron la Huelga por el Tercer Mundo y comprendí en ese momento cuál era mi posición como parte de ese antiguo legado, como parte de los pueblos oprimidos, igual que los negros.»
En la década de los 70, López volvió a San Diego. Se matriculó en la Universidad Estatal de San Diego en 1971, graduándose en 1975 en Pintura y Diseño. Estudió más tarde en la Universidad de California en San Diego (UCSD), obteniendo un Master en Bellas Artes en 1979.
A finales de la década de 1970 se casó con el artista René Yáñez. Vivieron juntos en el distrito de la Misión de San Francisco y tuvieron un hijo, el artista Río Yáñez, nacido en 1980. La pareja se divorció unos años después, pero López se mudó al apartamento de al lado y mantuvieron una relación profesional. 
Después de 40 años de residencia, en 2014, ella y su familia fueron desalojados de su hogar conforme a la Ley Ellis. Como respuesta, la artista creó una serie de "ventas de garaje por desalojo" para llamar la atención sobre los problemas de gentrificación y herencia cultural en San Francisco.

## Trayectoria
López obtuvo fama internacional por su serie de dibujos, grabados, collages, ensamblajes y pinturas sobre la Virgen de Guadalupe. La serie "Virgen de Guadalupe" representaba mujeres mexicanas con atributos de esta Virgen, como la mandorla. Esta obra fue apreciada por "santificar" a la mujer chicana, representada realizando labores domésticas y otras. En el tríptico de 1978, aparece la imagen de la propia artista, su madre y su abuela, como Vírgenes de Guadalupe, en distintas actitudes; la artista agarrando una serpiente y pisando un angelote, símbolo del patriarcado.  Algunos criticaron la obra, particularmente personas devotas de la Virgen, por considerarla un sacrilegio hacia una imagen sagrada.
Woman's Work is Never Done ("El trabajo de la mujer nunca termina") es otra serie de grabados, uno de los cuales, "La Niñera", trataba los problemas a los que tenían que enfrentarse mujeres inmigrantes de origen hispano en los Estados Unidos. 
Su famoso cartel político titulado Who's the Illegal Alien, Pilgrim? ("¿Quién es el extranjero ilegal, peregrino?"), representa a un joven enfadado con un tocado azteca y joyas tradicionales, sosteniendo un papel arrugado que dice "Planes de Inmigración". Este póster de 1978 fue creado durante un período de debate político en Estados Unidos, que dio lugar a la modificación de la "Ley de Inmigración y Nacionalidad" de 1978, que limitó la inmigración de un solo país de 20 000 personas por año a un límite total de 290 000. Con este cartel, la artista reclama el derecho de los descendientes de los aztecas y sus vecinos a emigrar libremente a los Estados Unidos y a Canadá, como parte de la zona oeste de Norteamérica que había sido territorio colonial de España.
López también ha sido curadora de exposiciones, incluyendo Cactus Hearts/Barb Wired Dreams, que incluía obras de arte sobre inmigración en Estados Unidos. La exposición se inauguró en la Galería de la Raza y después visitó diversos lugares del país, como parte de una exposición llamada La Frontera/The Border: Art About the Mexico/United States Border Experience ("La Frontera: Arte sobre la experiencia en la frontera entre México y Estados Unidos").
López ha producido dos películas, Imágenes de Mexicanos en los medios de comunicación y Cuando piensas en México, que desafía la manera en que los medios de comunicación muestran a la población mexicana y latinoamericana. Según López, "Es importante para nosotros ser educados visualmente; es una cuestión de supervivencia. Los medios de comunicación o mass media constituyen lo que se entiende por "cultura" en la sociedad norteamericana, y son extremadamente poderosos. Es crucial que exploremos sistemáticamente la falta de definición cultural de los mexicanos y latinoamericanos que se ofrece en estos medios".
Yolanda López también ha sido profesora de arte en estudios y universidades, incluyendo la UCSD y la Universidad de California en Berkeley. Así mismo, fue la tutora de jóvenes estudiantes de bachillerato que pintaron un mural en el Chicano Park de San Diego.